# Ride on Time
"Ride on Time" é uma canção do grupo musical italiano Black Box, que foi lançado em 1989 como single de estreia do grupo e, mais tarde, sendo incluído em seu álbum Dreamland (1990). A primeira versão dessa canção utilizou um sampler vocal do single "Love Sensation", lançado em 1980 por Loleatta Holloway; no entanto, o direito para utilizar o vocal não havia sido liberado. Depois que os proprietários de direitos autorais tomaram ação legal, o single foi reeditado com novos vocais produzidos por Heather Small, que mais tarde encontrou a fama como vocalista da banda M people.
O single foi um sucesso em vários países, atingindo o top dos gráficos na Islândia e Irlanda, mas foi no Reino Unido que o single teve um grande êxito, passando seis semanas em primeiro lugar, além de ter tido ótimo desempenho comercial.
Em 2014, a revista Fact classificou "Ride on Time" em quarto lugar na lista de "21 excelentes diva-house que ainda soam incríveis", escrevendo: "Algumas pessoas vêem isso como um prazer culpado agora. Essas pessoas são tolas. Piano tocando + Loleatta Holloway = grandeza em mudança mundial". A revista Mixmag listou a canção em sua lista de 2019 como uma das 20 melhores faixas de diva house, escrevendo que sua "sensação geral e acompanhamento, vocal lamentoso ainda ressoa até hoje e é considerada um dos primeiros exemplos de alto perfil da italo house". Em 2020, The Guardian nomeou-a a 67º maior canção número um do Reino Unido, escrevendo: "Heather Small explode a house... Este é o Exterminador de uma música, é combinado com o Italo Disco para criar um pop perfeito".
A canção apareceu no filme de 1992 "Um Casal Quase Perfeito", como parte da trilha sonora.
O Black Box comprou os direitos do sampler de Holloway em 2018. Em 2019, para o 30º aniversário da música, eles criaram um novo mix de "Ride on Time" no estilo de uma faixa disco dos anos 70.

## Gravação
'Ride on Time' foi escrita e produzida pela equipe italiana de produção Groove Groove Melody, e composta por Daniele Davoli, Mirko Limoni e Valerio Semplici. Davoli visitou a cidade de Nova York e comprou uma à capela de 12 polegadas de "Love Sensation", um single de Loleatta Holloway de 1980, planejando usá-lo para criar possíveis mashups. De volta à Itália, ele foi apresentado aos samplers e convenceu o clube onde trabalhava a comprar um Akai S900. Ele criou a primeira versão de "Ride on Time" usando o S900 para samplear os vocais de "Love Sensation". Davoli acreditava que Holloway havia morrido e que samplear menos de dois segundos de música protegida por direitos autorais sem permissão era legal. Limoni adicionou acordes de piano e amostras vocais adicionais. 
Davoli disse que como o rock italiano não era levado a sério, "Ride on Time" foi a tentativa do grupo de "fazer uma música com o poder do Led Zeppelin e do Deep Purple, mas com uma batida dance". A faixa básica de apoio foi concluída em menos de uma hora, mas demorou semanas para finalizar o pedido das amostras. Davoli testou a faixa em um clube, mas o público respondeu mal: "Foi de partir o coração. A pista tinha 1.000 pessoas dançando e esvaziou-a". No entanto, seus companheiros de banda garantiram-lhe que era "o clube errado". O título da música deriva da letra "Thank you baby, cause you're "right on time". Davoli explicou que, devido ao seu conhecimento limitado de inglês e ao sotaque americano de Holloway, ele pensou que a frase era "Thank you baby, cause you're "ride on time".

## Lançamento
Depois de parcialmente concluí-la, o Black Box mostrou "Ride on Time" para várias gravadoras italianas, mas nenhuma se interessou, sentindo que não combinava com seus mercados. Finalmente, Davoli o levou para a Discomagic Records, que ele disse "lançaria quase qualquer coisa". Logo após o término da faixa, os DJs britânicos Paul Oakenfold e Danny Rampling visitaram a Itália em busca da Italo House. Eles ouviram uma primeira prensagem de "Ride on Time" em uma loja de discos, compraram todas as cópias disponíveis e as trouxeram para a Inglaterra. Na mesma época, a gravadora britânica Deconstruction contatou a Discomagic, interessada em licenciar a faixa anterior da Black Box "Numero Uno", mas ela havia sido licenciada para Beggars Banquet. Em vez disso, a Deconstruction licenciou "Ride on Time" e a lançou sem promoção, competindo com as cópias importadas que chegavam às lojas de discos do Reino Unido.

### Disputa de Sampler
A Deconstruction estava preocupada em limpar a amostra de "Love Sensation", que pertencia à Salsoul Records. Dan Hartman, que escreveu "Love Sensation", pediu um terço dos royalties. Embora a Black Box inicialmente recusasse a oferta, eles notaram mais tarde que Hartman poderia ter pedido 100%, e Davoli disse que ele tinha sido "um verdadeiro cavalheiro". Depois que as negociações com Salsoul pioraram, o proprietário da Deconstruction, BMG, pediu à Black Box para remixar a música com um vocal substituto. Em uma semana, eles retiraram o single e lançaram uma nova versão. A vocalista substituta foi Heather Small, então uma vocalista temporária, que mais tarde encontrou a fama como a cantora do M People. De acordo com Davoli, BMG mantinha segredo sobre sua identidade, mesmo com a Black Box dizendo que era "uma cantora fazendo um favor a eles, alguém que ainda não tinha lançado nenhuma música, mas era uma grande prioridade para o BMG para o futuro". A gravadora se recusou a confirmar que era ela, Heather Small, mesmo depois que M People se tornou um sucesso. De acordo com Davoli, Holloway nunca foi paga por "Ride on Time", pois a amostra era propriedade de Salsoul.
Holloway disse: "Estou por aí há anos tentando conseguir esse recorde de sucesso. Me incomodava saber que a Black Box era o número um e eu não estava recebendo nenhum crédito por isso".
Davoli disse que se arrependeu de não ter conhecido Holloway antes de sua morte em 2011, e gostaria de se desculpar "por como as coisas ficaram complicadas".

### Sincronização labial
Quando o Black Box foram convidados para participar na série musical britânica Top of the Pops, eles contrataram a modelo Katrin Quinol para fazer sincronização labial dos vocais. Quinol também apareceu no videoclipe e em outras apresentações. Davoli disse, "Você poderia dizer que aqueles vocais não vieram de uma garota magra como ela. Mas ela teve uma grande influência no público - ela tinha os movimentos no palco e estava ótima para a época". A sincronização gerou críticas, o que surpreendeu a banda, já que isso era normal na televisão italiana. Davoli disse mais tarde que se arrependeu de usar a Quinol: "Foi errado. Mas na Itália, muitas pessoas costumavam cantar no estúdio e as gravadoras pediam aos jovens para se tornarem a imagem... Olhamos para os artistas americanos e ingleses e percebemos que eles não faça isso". O grupo permitiu que Quinol se apresentasse na Europa sob o nome de Black Box.

## Lista de Faixas

### UK CD maxi & 12" maxi (1989)
1. "Ride on Time" (massive mix) – 6:37
2. "Ride on Time" (Epsom mix) – 5:25
3. "Ride on Time" (Ascot mix) – 2:57

### German CD maxi & 12" maxi (1989)
1. "Ride on Time" (the original) – 6:27
2. "Ride on Time" (garage trip) – 6:05
3. "Ride on Time" (piano version) – 2:53

### UK 7" single (1989)
1. "Ride on Time" (massive mix) – 4:10
2. "Ride on Time" (Epsom mix) – 2:57

### German 7" single (1989)
1. "Ride on Time" (the original) – 3:55
2. "Ride on Time" (piano version) – 2:53

### German CD maxi (2003)
1. "Ride on Time" (radio cut) – 3:06
2. "Ride on Time" (extended club mix) – 5:54
3. "Ride on Time" (Voltaxx dub remix) – 5:57
4. "Ride on Time" (original version) – 6:27
5. "Ride on Time" (exacto mix) – 6:38
6. "Ride on Time" (Snapshot remix) – 6:38
7. "Ride on Time" (Jay Jay radio cold mix) – 3:45

## Videoclipe
Um videoclipe da música foi publicado no YouTube em junho de 2009. Em outubro de 2020, o vídeo tinha mais de 15,3 milhões de visualizações.

## Elogios
| Ano  | Editor        | País           | Elogio                                                                 | Ranking |
| ---- | ------------- | -------------- | ---------------------------------------------------------------------- | ------- |
| 2005 | Bruce Pollock | Estados Unidos | "As 7.500 músicas mais importantes de 1944 - 2000"                     | *       |
| 2010 | Robert Dimery | Estados Unidos | "1,001 músicas que você deve ouvir antes de morrer"[carece de fontes?] | *       |
| 2011 | The Guardian  | Reino Unido    | "Uma história da música moderna: Dance"                                | *       |
| 2012 | Max           | Austrália      | "1000 maiores músicas de todos os tempos"                              | 539     |
| 2014 | Fact          | Reino Unido    | "As 21 excelentes Diva-house que ainda soam incríveis"                 | 4       |
| 2019 | Mixmag        | Reino Unido    | "As 20 melhores faixas de Diva house"                                  | *       |
| 2020 | The Guardian  | Reino Unido    | "Os 100 maiores canções número 1 no Reino" Unido"                      | 67      |

## Desempenho nas tabelas musicais
| Parada musical (1989 - 1990)                    | Melhor posição |
| ----------------------------------------------- | -------------- |
| Austrália (ARIA)                                | 2              |
| Áustria (Ö3 Austria Top 75)                     | 8              |
| Canadá (Canadian Hot 100)                       | 3              |
| Estados Unidos (Billboard, Hot Dance Club Play) | 39             |
| Europa (Billboard European Hot 100 Singles)     | 4              |
| Finlândia (Suomen virallinen lista)             | 3              |
| França (SNEP)                                   | 3              |
| Grécia (IFPI)                                   | 2              |
| Islândia (Íslenski Listinn Topp 10)             | 1              |
| Irlanda (IRMA)                                  | 1              |
| Nova Zelândia (Recorded Music NZ)               | 2              |
| Suécia (Sverigetopplistan)                      | 2              |
| Reino Unido (OCC)                               | 1              |